# Cadillac Orleans
Der Cadillac Orleans war ein Konzeptfahrzeug, das die Cadillac-Division von General Motors für die Automobilausstellung 1953 entwickelte. 

## Beschreibung
Er war der erste viertürige Hardtop. Bei einem Hardtop gibt es keine B-Säulen wie bei den meisten zeitgenössischen Serienmodellen. Der Orleans wurde durch einen V8-Motor mit einer Leistung von 210 bhp (154 kW) angetrieben und wurde nie in Serie gefertigt. Die Neuerungen dieser Konstruktion wurden erst 1956 beim Sedan DeVille verwertet. Der Wagen hatte auch hintere Selbstmördertüren, eine Panorama-Windschutzscheibe, eine Klimaanlage und verschiedene Sicherheitseinrichtungen. So konnten die Türen nur geöffnet werden, wenn der Automatikwählhebel auf „N“ stand. Ein weiteres Luxusdetail war ein Wechselrichter mit Transformator und einer normalen Haushaltssteckdose, die den Einsatz normaler Elektrogeräte im Auto ermöglichte. In einer Ablage im Fond des Wagens waren ein Rasierapparat, ein Schminkkoffer und ein Spiegel untergebracht.